# Saint-Agnant-près-Crocq
Saint-Agnant-près-Crocq település Franciaországban, Creuse megyében. Lakosainak száma 186 fő (2022. január 1.). Saint-Agnant-près-Crocq Crocq, Flayat, Magnat-l’Étrange, Malleret, Saint-Georges-Nigremont és Saint-Maurice-près-Crocq községekkel határos.

## Népesség
A település népessége az elmúlt években az alábbi módon változott:
| Lakosok száma | 373  | 247  | 209  | 202  | 207  | 197  | 184  | 175  | 171  | 186  |
|               | 1968 | 1982 | 1990 | 2006 | 2013 | 2015 | 2017 | 2019 | 2020 | 2022 |